# 汤建人
汤建人（1958年11月—），汉族，江西萍乡人，中华人民共和国政治人物、第十一届全国政协委员。
加入中国民主促进会，担任民进中央常委、江西省委主委、江西省政协副主席、江西省监察厅副厅长。2008年，当选第十一届全国政协委员，代表中国民主促进会，分入第九组。2018年1月，当选第十三届全国政协委员。2023年1月14日，卸任江西省政协副主席职务